# Radostin Kishishev
Radostin Prodanov Kishishev (*Burgas, Bulgaria, 30 de julio de 1974) es un futbolista búlgaro. Juega de Defensa y su primer equipo fue Chernomorets Burgas.

## Selección nacional
Ha sido internacional con la Selección de fútbol de Bulgaria, ha jugado 88 partidos internacionales y ha anotado 1 gol.

## Participaciones en Copas del Mundo
| Mundial                        | Sede    | Resultado    |
| ------------------------------ | ------- | ------------ |
| Copa Mundial de Fútbol de 1998 | Francia | Primera fase |

## Clubes
| Club                   | País       | Año       |
| ---------------------- | ---------- | --------- |
| Chernomorets Burgas    | Bulgaria   | 1991-1994 |
| Neftochimic Burgas     | Bulgaria   | 1994-1997 |
| Bursaspor              | Turquía    | 1997-1998 |
| Litex Lovech           | Bulgaria   | 1998-2000 |
| Charlton Athletic      | Inglaterra | 2000-2007 |
| Leeds United           | Inglaterra | 2007      |
| Leicester City         | Inglaterra | 2007      |
| Leeds United           | Inglaterra | 2007-2008 |
| Leicester City         | Inglaterra | 2008      |
| Litex Lovech           | Bulgaria   | 2009-2010 |
| Brighton & Hove Albion | Inglaterra | 2010-     |

- Datos: Q373985
- Multimedia: Radostin Kishishev / Q373985